# Isos fils de Priam
Dans la mythologie grecque, Isos (en grec ancien Ἰσος / Isos) est un prince troyen, l'un des fils bâtards de Priam.

## Mythe
Sa mort est racontée dans l’Iliade : il meurt juste avant son frère Antiphos, tués lors de l'aristie d'Agamemnon. Homère raconte dans les vers suivants une anecdote qui arriva à Isos et son inséparable frère tandis qu'ils gardaient des troupeaux de moutons sur le mont Ida : Achille les surprit et les ligota tous deux avant de les relâcher après le paiement d'une rançon. À leur mort, ils partageaient le même char, Isos tenant les rênes. Antiphos meurt percé à l'oreille, et Isos juste au-dessus du sein.

## Sources
- Homère, Iliade [détail des éditions] [lire en ligne] (XI, 100-120 et passim).